# Helmut Kramer

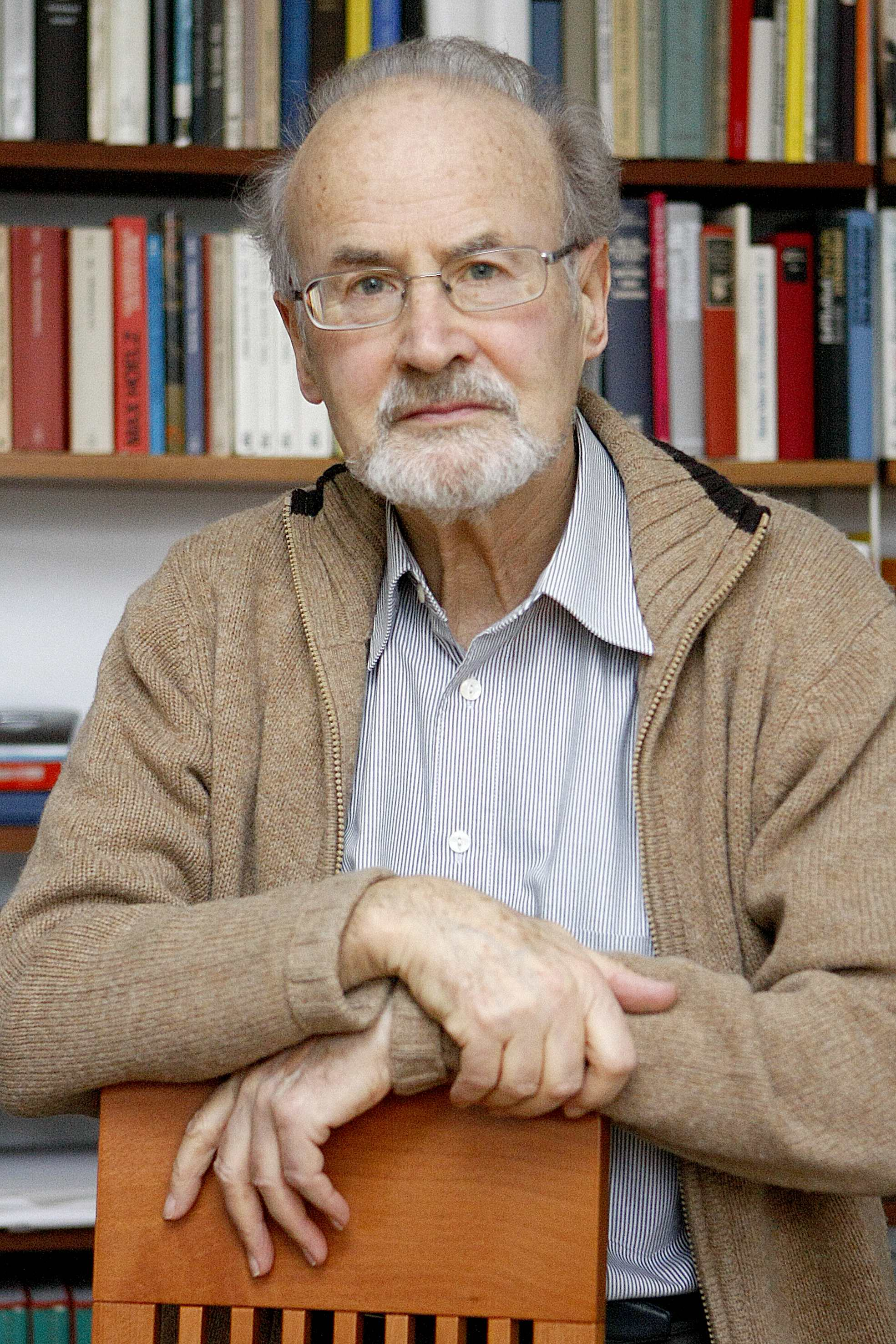
Helmut Kramer (2009)

Fritz Diedrich Helmut Kramer (* 30. März 1930 in Helmstedt) ist ein deutscher Jurist und Rechtshistoriker, der bis zu seiner Pensionierung 1995 als Richter am Oberlandesgericht Braunschweig und beim niedersächsischen Justizministerium tätig war. Er ist Gründungsmitglied des „Forum Justizgeschichte e. V.“, dessen Vorsitzender er bis 2006 war, sowie Autor zahlreicher Fachbücher zur Justizgeschichte der NS- und Nachkriegszeit.

## Leben

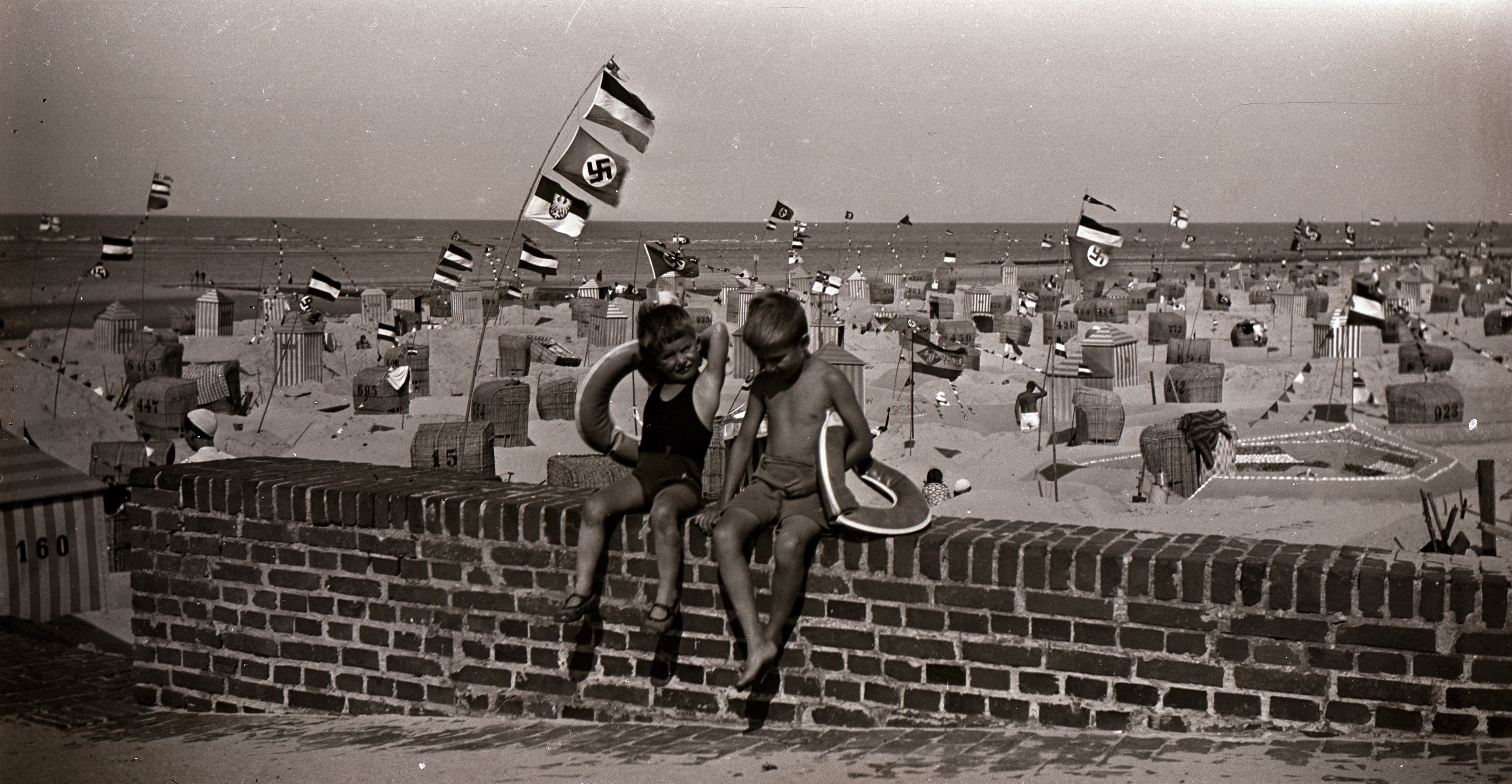
Jugendbildnis Helmut Kramers (links) neben seinem Bruder im Sommer 1934 am Hauptstrand der Insel Wangerooge vor einem Meer von Hakenkreuzfahnen.

Der Sohn eines Landwirtes besuchte die Helmstedter „Oberschule für Jungen“, das heutige Gymnasium Julianum, wo er 1949 das Abitur ablegte. Anschließend studierte er zunächst Geschichte, Germanistik und Kunstgeschichte an der Universität Göttingen und anschließend Rechtswissenschaften an der Universität Freiburg. Seine Göttinger Dissertation aus dem Jahre 1967 bei dem Verfassungshistoriker Ernst Rudolf Huber trägt den Titel: Fraktionsbindungen in den deutschen Volksvertretungen 1819–1849.

## Juristische Laufbahn
1962 trat Kramer als Gerichtsassessor in Hannover in den niedersächsischen Justizdienst ein. Nach Abordnung an die Generalstaatsanwaltschaft in Braunschweig wurde er 1966 Staatsanwalt, 1967 Landgerichtsrat, 1972 Vorsitzender Richter am Landgericht Braunschweig und 1974 Vorsitzender einer Kammer für Handelssachen sowie einer Strafkammer. Im selben Jahr trat er aus dem Deutschen Richterbund aus und war Gründungsmitglied der Fachgruppe „Richter und Staatsanwälte in der ÖTV“. 1975 wurde Kramer Richter am Oberlandesgericht Braunschweig. Zwischen 1984 und 1989 nahm Kramer eine Vertretungsprofessur an der Universität Bremen wahr.

## Aufarbeitung von NS-Zeit und NS-Justiz sowie von deren Folgen

### Der „Fall Erna Wazinski“
1965 kam Kramer in Braunschweig mit dem Fall der 19-jährigen Erna Wazinski in Berührung, die 1944 als „Volksschädling“ vom Sondergericht Braunschweig zum Tode verurteilt und hingerichtet worden war. Wilhelmine Wazinski, die Mutter der Getöteten, hatte zuvor bereits zweimal (1952 und 1961) versucht, ihre Tochter durch ein Wiederaufnahmeverfahren rehabilitieren zu lassen, war damit jedoch gescheitert. Kramer schlug vor, der Mutter eine Entschädigung zu zahlen, stieß damit bei seinen Kollegen aber auf Unverständnis. Statt einer Entschädigung rechtfertigte die 3. Strafkammer des Landgerichts Braunschweig am 7. Oktober 1965 sogar das 1944 ergangene Todesurteil (Aktenzeichen 12 AR 99/65, [1 Sond. KLs 231/44]).
1991 erreichte Kramer die Wiederaufnahme des Verfahrens. Aufgrund neuer Zeugenaussagen wurde das Todesurteil von 1944 am 20. März 1991 aufgehoben und Erna Wazinskis Unschuld bestätigt.

### Die Puvogel-Affäre
Als Ernst Albrecht im Februar 1976 erstmals zum Ministerpräsidenten des Landes Niedersachsen gewählt worden war, berief er Hans Puvogel zum niedersächsischen Justizminister. Puvogel (1911–1999) hatte 1936 mit der Arbeit Die leitenden Grundgedanken bei der Entmannung gefährlicher Sittlichkeitsverbrecher promoviert und darin „… die Förderung einer gesunden Rasse durch Ausmerzung minderwertiger und verbrecherischer Elemente …“ befürwortet. Als 1978 der Inhalt der Arbeit einer breiten Öffentlichkeit bekannt wurde, distanzierte sich Puvogel nicht von seinen damaligen Äußerungen, sondern beharrte sogar öffentlich darauf. Kramer sendete daraufhin kommentarlos Auszüge aus Puvogels Dissertation an einige Berufskollegen, was zu Puvogels Rücktritt im März 1978 beitrug.
Wegen der Versendung der Dissertationsauszüge leitete Rudolf Wassermann, Präsident des OLG Braunschweig, anschließend auf Weisung von Ministerpräsident Albrecht ein förmliches Disziplinarverfahren gegen Kramer ein. Obwohl das Verfahren eingestellt wurde, enthielt der Bescheid die explizite Feststellung, Kramer habe eine Dienstpflichtverletzung begangen. Im Juni 2024 hob die niedersächsische Justizministerin Kathrin Wahlmann die Disziplinarverfügung auf. Kramer begrüßte die darin liegende Zurückweisung eines 1978 noch herrschenden obrigkeitsstaatlichen Richterbildes.

## Ehrungen
- 1994: Hans-Litten-Preis der Vereinigung Demokratischer Juristinnen und Juristen[7]
- 2002: Bundesverdienstkreuz I. Klasse
- 2010: Werner-Holtfort-Preis
- 2010: Fritz-Bauer-Preis der Humanistischen Union[8]
- 2013: Uraufführung des dokumentarischen Film-Porträts von Lucie Herrmann: Dem Unrecht auf der Spur. Der Richter Helmut Kramer[9]

## Schriften (Auswahl)
- Helmut Kramer: Fraktionsbindungen in den deutschen Volksvertretungen 1819–1849 (= Schriften zur Verfassungsgeschichte. Bd. 7), Duncker & Humblot, Berlin 1968 (zugl. Diss. jur.).[10]
- Helmut Kramer: Huckepack ins Amt. Niedersächsische Justiz unter Hitler und danach. In: Wolfgang Bittner, Rainer Butenschön, Eckart Spoo (Hrsg.): Vor der Tür gekehrt. Neue Geschichten aus Niedersachsen. Steidl Verlag, Göttingen 1986, ISBN 3-88243-059-1, S. 70–76.
- Helmut Kramer (Hrsg.): Braunschweig unterm Hakenkreuz. Bürgertum, Justiz und Kirche – Eine Vortragsreihe und ihr Echo. Magni-Buchladen, Braunschweig 1981, ISBN 3-922571-03-4.
- Helmut Kramer: Die Braunschweiger Grobschreiber. Familie Voigt sorgt wie einst für rechtes Bewusstsein. In: Jürgen Hogrefe, Eckart Spoo (Hrsg.): Niedersächsische Skandalchronik von Albrecht bis Vajen. Steidl Verlag, Göttingen 1990, ISBN 3-88243-152-0, S. 214–220.
- Helmut Kramer: „Gerichtstag halten über sich selbst“ – das Verfahren Fritz Bauers zur Beteiligung der Justiz am Anstaltsmord. In: Hanno Loewy, Bettina Winter: NS-Euthanasie vor Gericht. Fritz Bauer und die Grenzen juristischer Bewältigung. Campus-Verlag, Frankfurt/Main 1996, ISBN 3-593-35442-X, S. 81–132.
- Helmut Kramer: Oberlandesgerichtspräsidenten und Generalstaatsanwälte als Gehilfen der NS-»Euthanasie«. In: Kritische Justiz, Heft 1, 1984, S. 25–43 (PDF online).
- Helmut Kramer: Plädoyer für ein Forum zur juristischen Zeitgeschichte. Forum Justizgeschichte, Bremen 1998, ISBN 3-929542-12-9.[11]
- Helmut Kramer, Wolfram Wette (Hrsg.): Recht ist, was den Waffen nützt. Justiz und Pazifismus im 20. Jahrhundert. Aufbau Verlag, Berlin 2004, ISBN 3-351-02578-5.
- Helmut Kramer: Richter vor Gericht. Die juristische Aufarbeitung der Sondergerichtsbarkeit. In: Nationalsozialistische Sondergerichtsbarkeit (= Juristische Zeitgeschichte Nordrhein-Westfalen. Band 15), 2007, S. 121–172.
- Helmut Kramer, Karsten Uhl, Jens-Christian Wagner (Hrsg.): Zwangsarbeit im Nationalsozialismus und die Rolle der Justiz. Täterschaft, Nachkriegsprozesse und die Auseinandersetzung um Entschädigungsleistungen. Nordhausen 2007, ISBN 978-3-9809391-9-5 (online verfügbar).
- Wolfram Wette, Detlef Vogel (Hrsg.), Mitarbeit Ricarda Berthold und Helmut Kramer: Das letzte Tabu – NS-Militärjustiz und Kriegsverrat. Aufbau Verlag, Berlin 2007, ISBN 978-3-351-02654-7.
- Helmut Kramer: Schreibtischtäter und ihre vergessenen Opfer. Biographien aus der NS-Zeit und die Probleme institutioneller Gedenkkultur. Ossietzky, Göttingen 2022, ISBN 978-3-944545-26-4.